# Karayusuflu, Kavak
Karayusuflu là một xã thuộc huyện Kavak, tỉnh Samsun, Thổ Nhĩ Kỳ. Dân số thời điểm năm 2010 là 254 người.